# Anelytropsis papillosus
Anelytropsis papillosus Cope, 1885 è un sauro della famiglia Dibamidae, endemico del Messico. È l'unica specie nota del genere Anelytropsis.

## Descrizione
È un piccolo sauro privo di arti, dal corpo sottile, cilindrico. Il capo è leggermente più largo del resto del corpo. Gli occhi sono vestigiali, ricoperti da una squama.

## Biologia
Ha abitudini fossorie, e vive nel sottosuolo delle foreste tropicali e delle foreste decidue.
È una specie ovipara.

## Distribuzione e habitat
La specie è diffusa nei suoli delle foreste del Messico orientale (stati di Tamaulipas, Veracruz, San Luis Potosì, Querétaro e Hildalgo), da 300 a 500 m di altitudine.